# Danny Kass
Daniel Kass, conegut mundialment com a Danny Kass, (21 de setembre de 1982, Pompton Plains, Nova Jersey, Estats Units) és un esquiador nord-americà, especialista en surf de neu.

## Carrera esportiva
Especialista en migtub va participar, als 19 anys, en els Jocs Olímpics d'Hivern de 2002 realitzats a Salt Lake City (Estats Units), on aconseguí guanyar la medalla de plata en la prova de migtub. En els Jocs Olímpics d'Hivern de 2006 realitzats a Torí (Itàlia) aconseguí revalidar aquest mateix metall.